# Thomas Westphalen

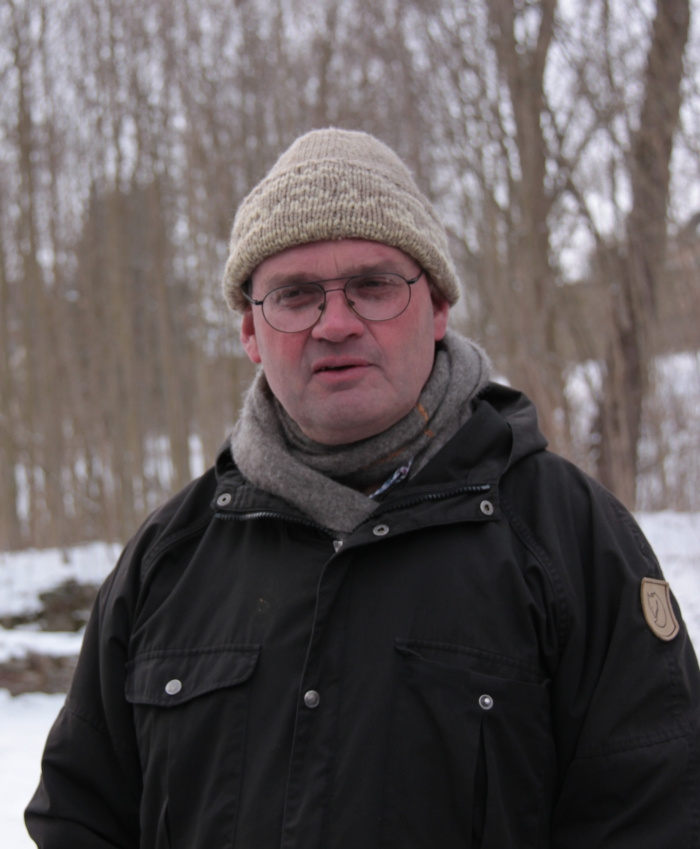
Thomas Westphalen

Thomas Westphalen (* 16. September 1957 in Flensburg) ist ein deutscher Mittelalterarchäologe in Dresden.

## Leben
Thomas Westphalen studierte Geographie, Ur- und Frühgeschichte und Geologie an der Universität Kiel, an der er mit dem Diplom abschloss. Anschließend leitete er die Grabung Ulm-Rosengarten und wurde 1994 bei Barbara Scholkmann mit der Auswertung dieser Stadtkerngrabung promoviert. Im April 1993 übernahm er die Grabung Leipzig-Barthels Hof. Im Jahr 1994 wurde er Gebietsreferent für Leipzig am Landesamt für Archäologie (LfA) in Sachsen, 1997 Referatsleiter Stadtarchäologie. Er war von 2003 bis zu seinem Eintritt in den Ruhestand 2023 Leiter der „Abteilung II - Archäologische Denkmalpflege“ am Landesamt für Archäologie und zugleich zuständig für die Stadtarchäologie in Bautzen, Dresden, Görlitz, Leipzig, Meißen, Pirna und Zittau. Zugleich war Westphalen einer der drei sächsischen Vertreter im Verband der Landesarchäologen. Vom 14. September 2006 bis Ende April 2009 war er gemeinsam mit Ministerialrat Rainer Büchsenstein, dem Kaufmännischen Direktor des LfA, kommissarischer Amtsleiter, nachdem die Amtsvorgängerin Judith Oexle 2006 zurückgetreten war. In dieser Funktion war Westphalen Herausgeber der Hefte 6 bis 8 von  Archaeonaut : Hefte zu archäologischen Kulturdenkmälern in Sachsen. Seit 1. Mai 2009 ist Regina Smolnik Landesarchäologin des Freistaates Sachsen. Westphalen war von 2011 bis 2024 Vorsitzender der Archäologischen Gesellschaft in Sachsen e. V. (AGiS). Seit 2018 ist er Vorsitzender des Landesvereins Sächsischer Heimatschutz.

## Schriften (Auswahl)
- mit Volker Arnold und Paul Zubek: Kachelöfen in Schleswig-Holstein. Irdenware – Gusseisen – Fayence (= Kleine Schleswig-Holstein-Bücher. Bd. 40). Westholsteinische Verlagsanstalt Boyens & Co., Heide 1990, ISBN 3-8042-0482-1.
- Die Ausgrabung von Ulm-Rosengasse. Frühmittelalterliche bis neuzeitliche Befunde und Funde. TOBIAS-lib, Tübingen 2006 (Dissertation Universität Tübingen 1995, Digitalisat).
- mit Arne Schmid-Hecklau und Michael Strobel: Der Burgberg Meißen. Archäologie und frühe Geschichte (= Archaeonaut. 3). Landesamt für Archäologie Sachsen, Dresden 2004, ISBN 3-910008-61-5.

Herausgeber
- Das alte Rathaus in Bischofswerda. Neues über die Anfänge einer alten Stadt (= Archaeonaut. 6). Landesamt für Archäologie Sachsen, Dresden 2007, ISBN 978-3-910008-78-6.
- Der Fund. 72 Objekte, 208 Seiten, 10 Kategorien, 68 Fundstellen, 1000 Jahrtausende, 261 Spaten. Landesamt für Archäologie Sachsen, Dresden 2007, ISBN 978-3-910008-79-3.
- Stadt und Kloster Riesa. Archäologie und frühe Geschichte (= Archaeonaut. 7). Landesamt für Archäologie Sachsen, Dresden 2007, ISBN 978-3-910008-82-3.
- Zwischen Schloss und Neumarkt. Archäologie eines Stadtquartiers in Dresden (= Archaeonaut. 8). Landesamt für Archäologie Sachsen, Dresden 2008, ISBN 978-3-910008-84-7.